# Bernard Edmunds
Bernard Claiborne Edmunds (Danville, 9 novembre 1868 – Saint Louis, 27 luglio 1930) è stato un golfista statunitense.

## Carriera
Edmunds partecipò al torneo individuale di golf ai Giochi olimpici di Saint Louis 1904, in cui giunse cinquantaduesimo a pari merito con John Brandt.